# Barbara Longhi
Barbara Longhi (* 1552 in Ravenna, Italien; † 1638 ebenda) war eine Ikonenmalerin der Gegenreformation.

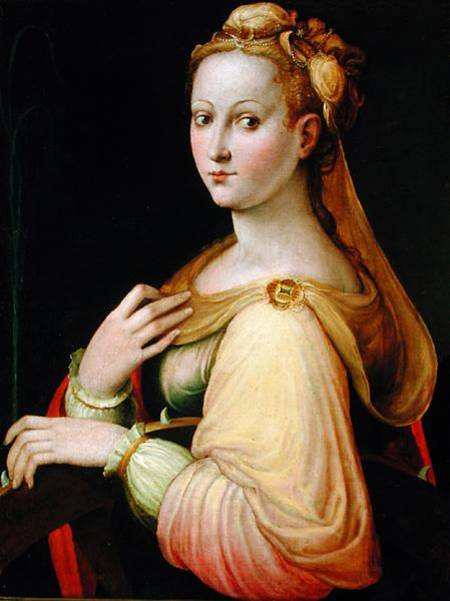
Die Heilige Katharina von Alexandrien

## Leben
Barbara Longhi und ihr Bruder Francesco Longhi wurden von ihrem Vater Luca Longhi in einer typischen Familienwerkstatt in der Malerei unterrichtet. Die Werke der Kinder unterschieden sich kaum von denen des Vaters. In einem ausgeprägt manieristischen Stil fertigten sie Altarbilder für Kirchen in der gesamten Emilia-Romagna. Erst zehn Jahre nach dessen Tod fand Longhi zu einem eigenen Stil und machte sich später vor allem als Porträtmalerin einen Namen. Sie beeindruckte besonders durch ihren weichen Stil und die sanfte Brillanz ihrer Farben.
Von ihren bisher identifizierten fünfzehn Bildern sind zwölf Darstellungen der Madonna mit dem Kind. Ihre Madonnendarstellungen fertigte Longhi bevorzugt als kleinformatige Andachtsbilder an, allesamt in sich Ruhende, die sich voll auf den Christusknaben konzentriert. Die dürftige Quellenlage gibt keine genauen Informationen zu Auftragslage oder Mäzenen, die Kleinformate lassen private Auftraggeber vermuten. Die Bilder erfreuten sich großer Beliebtheit als kleine Privataltäre und dienten der gegenreformatorischen Spiritualität und dem neuen Marienkult. In ihrer späteren Entwicklungsphase gibt Longhi ihren Madonnen mehr Raum und stellt sie vor Architekturmotive wie drapierte Säulen und lyrische Landschaften.
Nur wenige ihrer Bilder sind datiert und einige tragen ihr Monogramm B.L.F. (Barbara Longhi Fecit – Barbara Longhi hat es gemacht). Erstaunlicherweise befindet sich unter ihren Werken nur ein einziges Porträt. Dieses stellt einen Mönch dar. Das verwundert, da besonders ihre einfühlsamen Porträts gerühmt wurden, beispielsweise von Munizio Manfredi, dem Leiter der Akademie in Bologna. Der Kunstkritiker und Maler Giorgio Vasari erwähnte in seinen Lebensläufen die damals 16-jährige Malerin: Einzigartig ihre klare Linie und die sanfte Brillanz ihrer Farben und, dass sie sehr gut zeichne und angefangen hat recht anmutig und nach guter Manier einiges zu malen.
Wie die Künstlerinnen Artemisia Gentileschi, Fede Galizia und Elisabetta Sirani und zahlreiche andere Maler des 16. und 17. Jahrhunderts ließ sie sich von der Legende der Judith aus den Apokryphen des Alten Testaments zu einem Bild Judith mit dem Kopf des Holofernes inspirieren. Im Vergleich zu Gentileschis Werk stellt sie Judith nicht als kaltblütige Mörderin, sondern eher als Unbeteiligte dar. Das Bild befindet sich in der Pinacoteca Ravenna.
Zwischen 1590 und 1605 lag wahrscheinlich ihre produktivste Zeit.  Ihr gesamtes Leben verbrachte Barbara Longhi in Ravenna, wo sie 1638 starb.

## Werke (Auswahl)
- Jungfrau mit schlafendem Kind (um 1570), Grohs-Collison Collection, Birmingham, Alabama
- Madonna mit dem Kinde, das eine Heilige krönt (1590–1595), Louvre, Paris
- Madonna mit dem Kinde und dem Johannesknaben (1595–1600), Gemäldegalerie Alte Meister, Dresden
- Die Heilung der Agatha (Altarbild um 1595), Santa Maria Maggiore, Ravenna
- Cappuccini Altarbild (um 1595), Stillende Madonna (1600–1605), Brera, Mailand
- Die mystische Hochzeit der heiligen Katharina, mit Johannes dem Täufer (um 1600), Museo Biblioteca del Grappa
- Jungfrau mit schlafendem Kind (um 1600–1605), Walters Art Gallery, Baltimore